# Ото Шот
Фридрих Ото Шот (на немски: Friedrich Otto Schott) е германски химик, производител на специални и оптични стъкла и основател на „Schott AG“.

## Биография
Роден е на 17 декември 1851 година във Витен, Германия. Следва химия в техническото училище в Аахен, Северен Рейн-Вестфалия, след това в Университета „Юлий Максимилиан“ във Вюрцбург и в Лайпцигския университет. В Университета „Фридрих Шилер“ в Йена той защитава докторска дисертация на тема, касаеща химия на стъклото. Отново у дома, експериментира в бащината си къща, където през 1879 г. създава нов сорт оптично стъкло – литиево стъкло. Между другото изпраща една проба на Ернст Абе. Тези проби притежават за първи път постигната хомогенност, която позволява използването им за спектрометрични измервания. На тази основа до 1884 г. Шот разработва нови серии, които имат напълно различни свойства. Едновременно с това той започва производството на предметни стъкла за микроскопи, с което нарушава съществуващия дотогава английски монопол.
Научната кореспонденция на Шот с Абе го довежда през 1882 г. в Йена. Там, заедно с Абе, Родерих Цайс и Карл Цайс, основават лаборатория за стъкло („Jenaer Glasswerk Schott&Genossen“) – тя по-късно става „Schott AG“ – фирма, световен лидер в тази област. Ограничена в продуктовата си палитра, лабораторията разширява асортимента благодарение разработката (1887 г.) на топлоустойчиво (боросиликатно) стъкло, което получава широка популярност под името „йенско стъкло“. Въпреки растежа, предприятието става рентабилно едва през тази година. Масовото производство на топлоустойчиво стъкло (за газови и петролни лампи) осигурява икономическия успех на фирмата. До 1909 г. са произведени повече от 30 милиона бройки.
Финансовата стабилност дава възможност на Шот да разработва и усъвършенства производството на оптично стъкло. Получените нови серии са с повтаряеми свойства и фино градиране на оптичните константи, което заедно с математическия апарат, разработен от Абе, прави възможно конструирането на мощни микроскопи и телескопи с предвидимо и гарантирано качество.
Към 1909 г. фирмата наброява 1090 работници. Десет години по-късно Шот се отказва от своя дял от капитала и го прехвърля на учредената обществена фондация „Карл Цайс“, която поема ръководството на предприятието, а самия Шот работи до 1926 г. като обикновен служител във фирмата.
Умира на 27 август 1935 година в Йена на 83-годишна възраст.